# Kindersley
Kindersley är en ort i Kanada.   Den ligger i provinsen Saskatchewan, i den centrala delen av landet, 2 500 km väster om huvudstaden Ottawa. Kindersley ligger 689 meter över havet och antalet invånare är 4 249.
Terrängen runt Kindersley är platt. Runt Kindersley är det ganska glesbefolkat, med 40 invånare per kvadratkilometer..
Trakten runt Kindersley består till största delen av jordbruksmark.